# Garnet Ault
Garnet Walter Ault (North Bay, 1º novembre 1905 – Bellaire, 10 settembre 1993) è stato un nuotatore canadese.
Specializzato nello stile libero, ha vinto la medaglia di bronzo nella staffetta 4x200 m sl Olimpiadi di Amsterdam 1928.

## Palmarès
- Olimpiadi

Amsterdam 1928: bronzo nella staffetta 4x200 m sl.